# INNOCENT TEARS
『INNOCENT TEARS』（イノセントティアーズ）は、中村あゆみの5作目のスタジオ・アルバム。1988年5月18日発売。発売元は、マイカルハミングバード。

## 解説
デビューからのプロデューサー、高橋研を離れ、セルフプロデュース第1弾としてロサンゼルスにてレコーディング。ミキシング・エンジニアにはグラミー賞を獲得したTOTOの『TOTO IV ～聖なる剣』をはじめ、ジャクソン・ブラウン、ドン・ヘンリーなどの作品を手がけたグレッグ・ラダーニを起用。

## 収録曲
作詞・作曲 中村あゆみ（特記以外）
1. 瞳閉じれば〜Ride on the wind（5:02）
  - 作曲 古村敏比古 編曲 広瀬徳志
2. Precious friend（4:40）
  - 編曲 古村敏比古
  - 10枚目のシングル
3. 背中に書いたメッセージ（4:09）
  - 編曲 古村敏比古・伊藤心太郎
4. Sunday Nights let You Down（3:22）
  - 作曲・編曲 古村敏比古
5. Scrap Boys & Cinderella Girls（3:48）
  - 作曲・編曲 古村敏比古
6. 波の音に消されても（4:13）
  - 編曲 古村敏比古
7. Come Back Someday（5:01）
  - 作曲 宮手健雄・伊藤心太郎 編曲 広瀬徳志・伊藤心太郎
8. 雨に歌えば（4:24）
  - 編曲 広瀬徳志 コーラスアレンジ 町支寛二
9. To Little Sister（6:05）
  - 作曲 古村敏比古 編曲 広瀬徳志・古村敏比古
10. Tear<Instrumental>（0:21）
  - 作曲 鎌田ジョージ
11. Live and Go Along（5:16）
  - 編曲 広瀬徳志 ストリングスアレンジ 若草恵
12. Tears<Instrumental>（1:32）
  - 作曲 鎌田ジョージ